# 248
Évszázadok: 2. század – 3. század – 4. század
Évtizedek: 190-es évek – 200-as évek – 210-es évek – 220-as évek – 230-as évek – 240-es évek – 250-es évek – 260-as évek – 270-es évek – 280-as évek – 290-es évek
Évek: 243 – 244 – 245 – 246 –  247 – 248 – 249 – 250 – 251 – 252 – 253

## Események

### Római Birodalom
- Philippus Arabs császárt és 11 éves fiát, II. Philippust választják consulnak.
- Philippus Arabs a ludi saeculares (százados játékok) látványos megrendezésével ünnepli Róma fennállásának ezeréves évfordulóját.
- Moesiában Tiberius Claudius Marinus Pacatianus fellázad és császárrá kiáltja ki magát. A császár Traianus Deciust küldi ellene, de Pacatianust még megérkezése előtt megölik a saját emberei.
- A gótok az Al-Dunán át betörnek Moesia Inferiorba és ostrom alá veszik a provincia székhelyét, Marcianopolist.
- Cyprianust választják Carthago püspökévé.
- Órigenész megírja utolsó jelentős művét, a Contra Celsum-ot.

### Kelet-Ázsia
- A mai Észak-Vietnamban egy helybeli nő, Triệu Thị Trinh felkelést szervez a kínai Vu állam uralma ellen. A felkelés néhány hónap után elbukik, Triệut kivégzik.
- Meghal Tongcshon, a koreai Kogurjo királya. Utóda fia, Csungcshon, akinek öccsei összeesküvést szerveznek ellene, de elfogják és kivégzik őket.

## Születések
- Helené, I. Constantinus császár anyja

## Halálozások
- Tongcshon kogurjói király
- Himiko, japán királynő
- Triệu Thị Trinh, vietnami felkelő

## Fordítás
- Ez a szócikk részben vagy egészben  a(z)   248 című angol Wikipédia-szócikk ezen változatának fordításán alapul.  Az eredeti cikk szerkesztőit annak laptörténete sorolja fel. Ez a jelzés csupán a megfogalmazás eredetét és a szerzői jogokat jelzi, nem szolgál a cikkben szereplő információk forrásmegjelöléseként.